# María Conde
María Conde Alcolado (Madrid, 14 de enero de 1997) es una jugadora de baloncesto española. Con 1.87 metros de estatura, juega en la posición de alero.
Su hermano Diego Conde es jugador de fútbol profesional.

## Trayectoria

### Formación
Se formó en las categorías inferiores del CB Estudiantes desde los 10 años, equipo con quien fue Campeona de Madrid tanto en categoría infantil como en cadete (donde fue la máxima anotadora) y con quien además fue la MVP del Campeonato Junior de 2014. En la temporada 2014-15, María Conde destaca en el primer equipo del  CB Estudiantes de Liga Femenina 2 y siendo todavía junior, promedia 15.8 puntos, 6.7 rebotes y +15.6 valoración por partido. Para la temporada 2015-16 ficha por la Universidad de Florida State, firmando esa temporada 3.9 puntos y 2.1 rebotes en 17 minutos por partido. En la temporada 2016-17 la madrileña promedia 3.5 puntos y 2 rebotes en 16 minutos.niversidad.En 2017 vuelve a España para jugar en Liga Femenina con el Uni Girona, con quien fue subcampeona de Liga, Copa y Supercopa. Nada mal para su primera temporada post-universidad.Al año siguiente, María Conde puso rumbo a Polonia para jugar con el Wisla Krakow, donde promedió 12.4 puntos, 5.1 rebotes y 14.3 valoración en 23 minutos por partido en la Liga Polaca.En mayo de 2019 fue seleccionada por las Chicago Sky con el número 27 del WNBA Draft, un hito que únicamente han alcanzado 10 jugadoras españolas en la historia.Al año siguiente, la alero madrileña siguió en Polonia, pero esta vez con el CCC Polkowice, donde promedió 17.2 puntos, 7.4 rebotes y 18.2 de valoración por partido en la Eurocup. Esta gran temporada le sirvió para dar un salto cualitativo en Europa y firmó con el USK Praga para jugar la Euroleague Women. En su primera temporada, promedió 9.7 puntos y 4.7 rebotes en la máxima competición europea. Hoy en día, María es una de las máximas anotadoras de la Euroleague con un promedio de 16.6 puntos y 5 rebotes por partido.

### Trayectoria Profesional
- Club Baloncesto Estudiantes (2014-15)
- Florida State Seminoles (2015-2017)
- Uni Girona Club de Bàsquet (2017-2018)
- Wisla Cracovia (2018-2019)
- CCC Polkowice (2019-2020)
- USK Praha (2020-)

### Selección española

#### Absoluta
- Eurobasket 2017 ( República Checa)
- Eurobasket 2023 ( Eslovenia– Israel)

#### Categorías inferiores
- Europeo U16 2013 ( Bulgaria)
- Europeo U18 2015 ( Eslovenia)
- Europeo U20 2016 ( Portugal)
- Europeo U20 2017( Portugal) – Equipo ideal
- Mundial U17 2014 ( República Checa)